# Fuitina

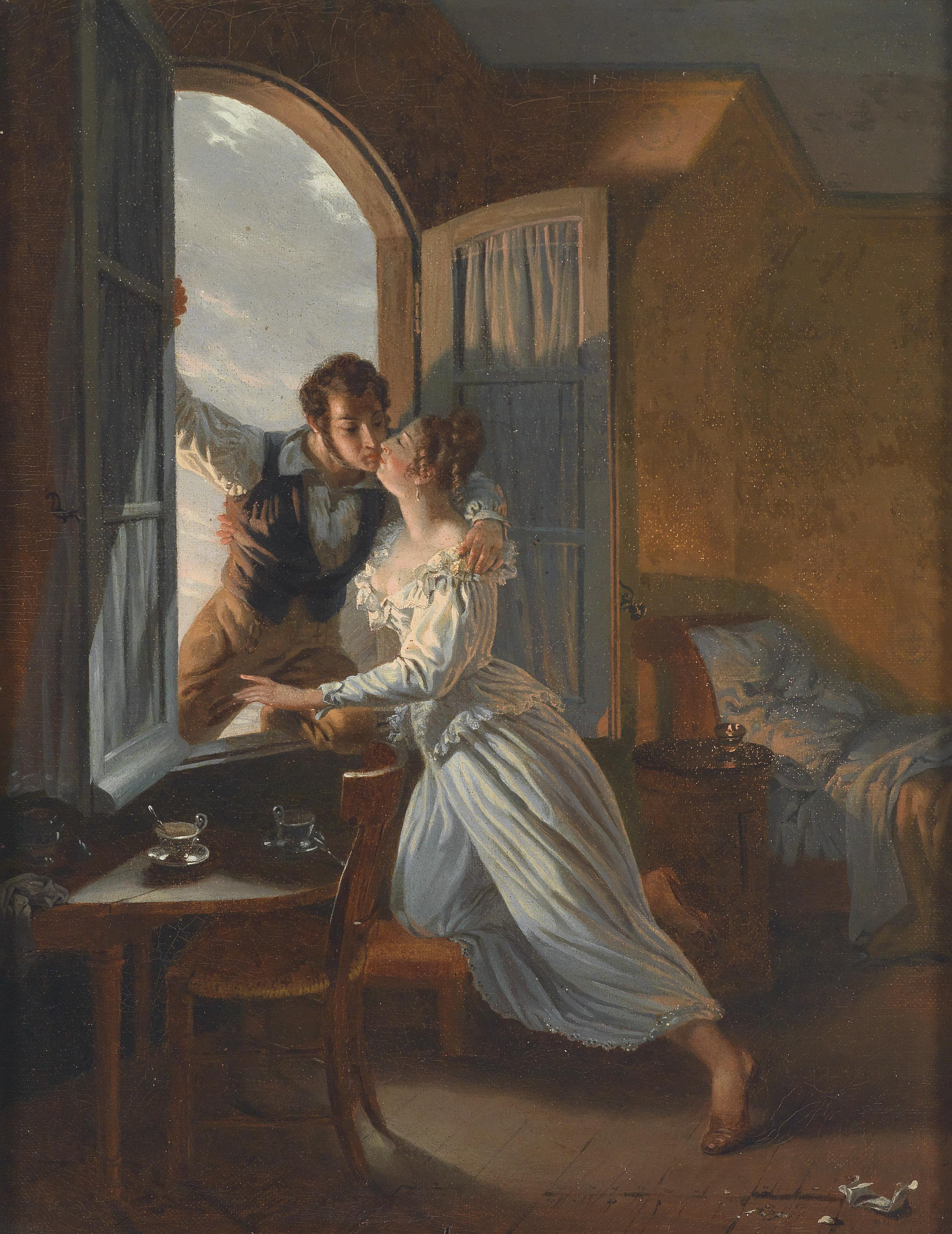
La Rencontre secrète par Jean-Baptiste Lecœur (1795-1838).

La fuitina est une expression régionale sicilienne qui désigne une fugue amoureuse.

## Description
La fuitina qualifie en Sicile la fugue d'un couple de jeunes prétendants au mariage de leurs familles respectives auquel ils appartiennent, afin de faire faire implicitement comprendre qu'un rapport sexuel a eu lieu, de manière à mettre les familles devant le fait accompli les incitant à consentir au mariage des fugitifs. 
Cette fugue prénuptiale, autrefois en usage dans les régions du Mezzogiorno, avait souvent pour but d'éviter le mariage arrangé ou l'endogamie, mais était aussi réalisée en accord avec l'une ou les deux familles des fugitifs, pour des raisons économiques. En fait, à ce moment-là, il était justifié de célébrer un mariage réparateur immédiat, sans les rituels et les réceptions coûteuses d'un véritable mariage. Dans ce dernier cas, c'était souvent la mère de la jeune fille elle-même qui facilitait la fugue et préparait la traditionnelle truscia, c'est-à-dire le baluchon contenant les vivres nécessaires pour la période d'absence des fugitifs, qui durait généralement 6 à 8 jours.

## Législation italienne
Il y a eu des cas où l'on a tenté d'évoquer l'hypothèse de la fuitina afin de dissimuler des actes criminels. En 1966, par exemple, lors du procès de l'affaire Franca Viola, la défense du ravisseur a tenté en vain de discréditer l'image de la jeune fille, en affirmant qu'elle avait accepté une fuitina ; Franca Viola avait au contraire refusé le mariage réparateur prévu par les lois de l'époque après l'enlèvement et le viol.
Dans le cas où l'un des fugitifs est majeur tandis que l'autre est un mineur de plus de 14 ans, le crime d'« enlèvement d'un mineur consentant » prévu par l'article 573 du Code pénal est susceptible de poursuites pénales sur plainte d'une partie. Le code pénal prévoit la peine d'emprisonnement jusqu'à deux ans, atténuée si l'acte est commis en vue du mariage et aggravée s'il est commis afin d'obtenir un rapport sexuel.
La responsabilité pénale et civile découlant de cette disposition a été appliquée, par exemple, par une sentence du Tribunal d'Ancône, confirmée en 2004 par la sentence no 43191/04 de la Cour de cassation. Cette sentence a été émise malgré la dénonciation par le procureur général adjoint de la Cour de cassation lui-même, de l'inconstitutionnalité de la règle contenue dans l'article 573. À cet égard, la VIe section pénale n'a pas jugé nécessaire de saisir la cour constitutionnelle, en précisant que la fuitina impliquant un mineur doit toujours être considérée valablement comme une infraction